# Hakea verrucosa
Hakea verrucosa är en tvåhjärtbladig växtart som beskrevs av F. Müll.. Hakea verrucosa ingår i släktet Hakea och familjen Proteaceae. Inga underarter finns listade i Catalogue of Life.